# Kasteel Blitterswijck

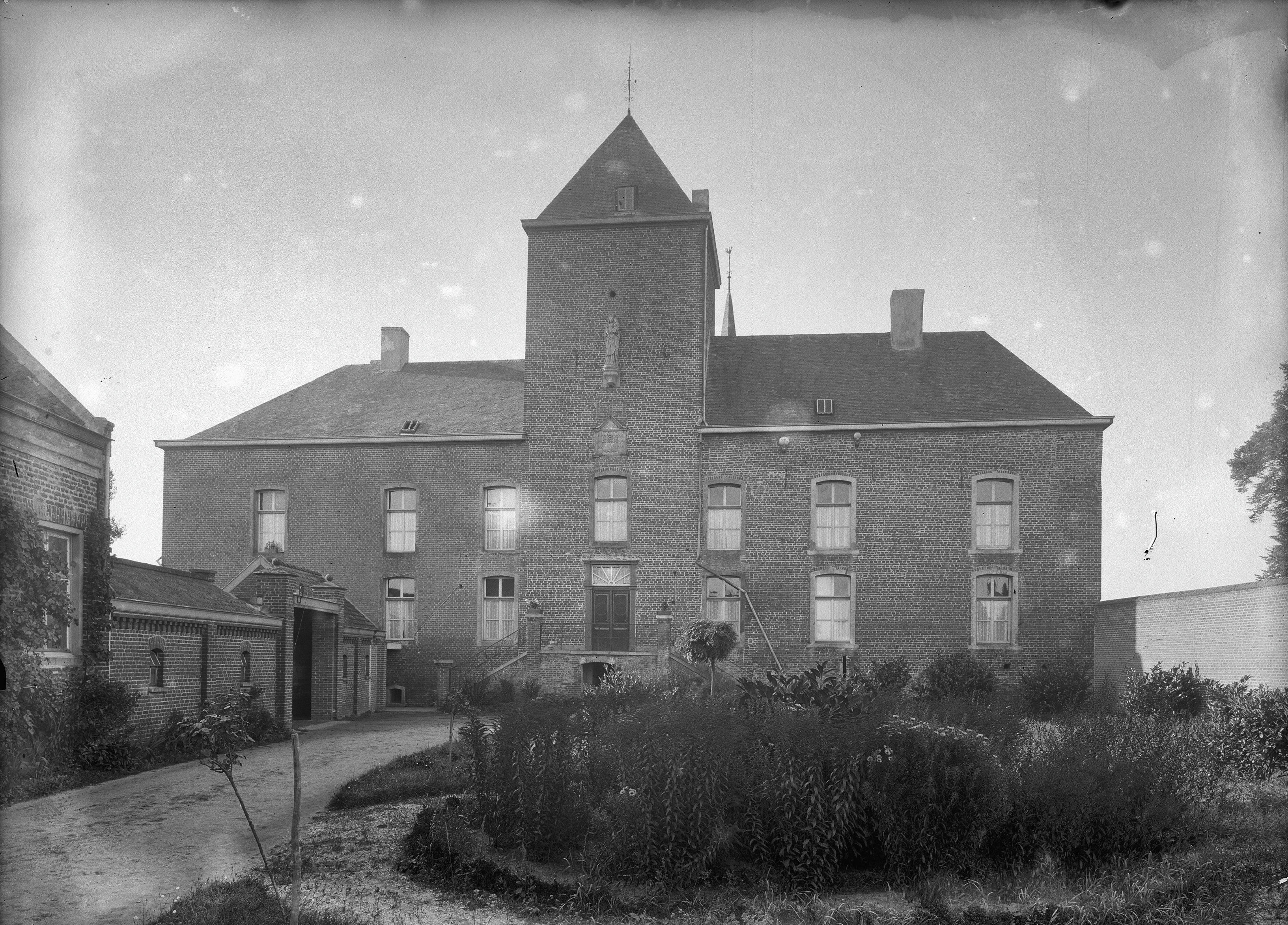
De voorgevel van Kasteel Blitterswijck in 1926

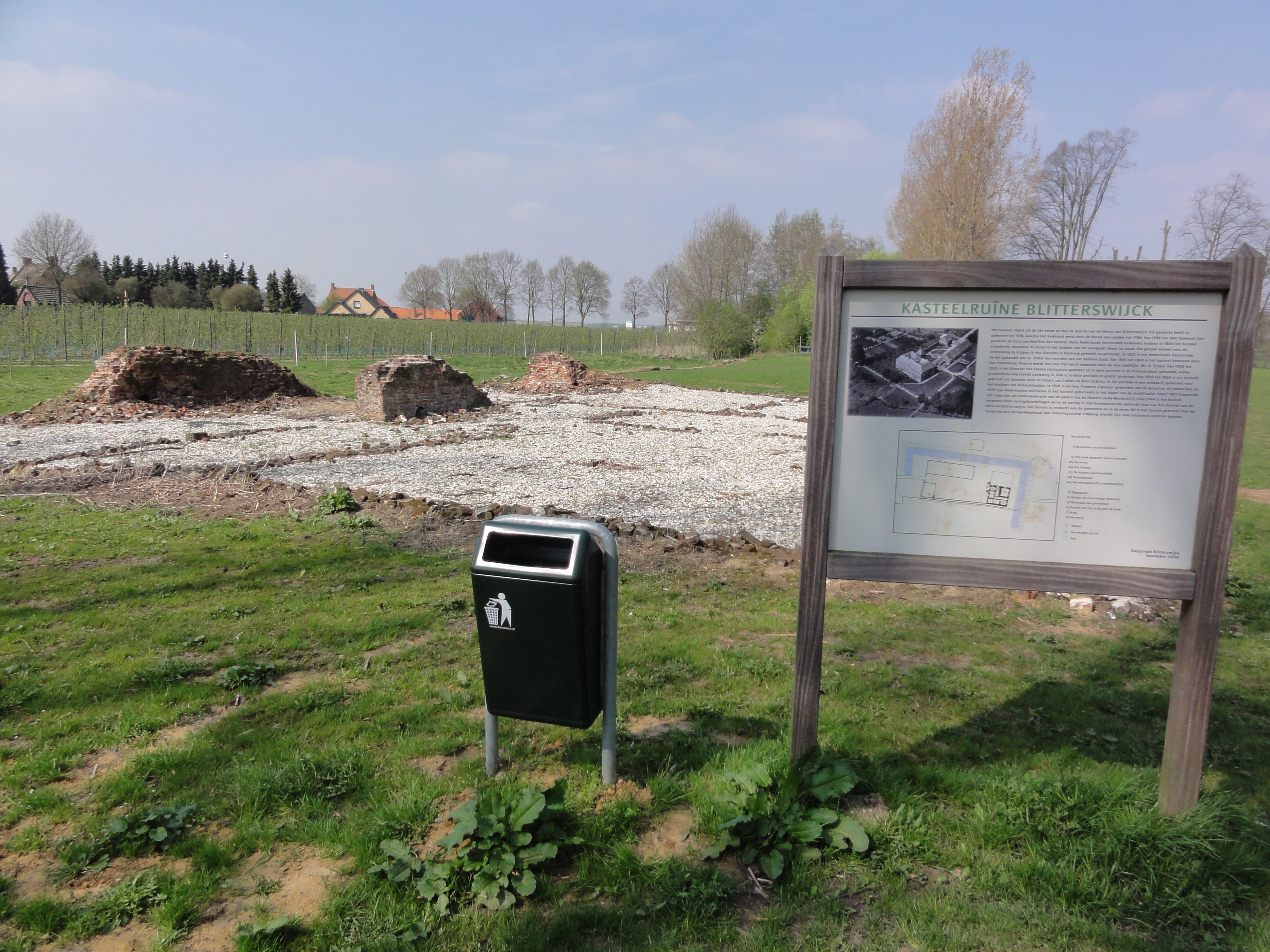
De ruïne van Kasteel Blitterswijck in 2011

Kasteel Blitterswijck is een kasteel uit de 14e eeuw en lag bij Blitterswijck in de Nederlandse gemeente Venray.

## Bezitsgeschiedenis
De eerste schriftelijke vermelding van de Heren van Blitterswijck is in 1242. Ene Willem van Blitterswijck verkoopt dan enkele goederen aan de Abdij Kamp (in het huidige Kamp-Lintfort). In 1316 is sprake van ene Wouter van Blitterswijck en in 1330 van ene Robbert van Blitterswijck. In 1359 treedt ene Sybrecht van Blitterswijck op, gehuwd met Elisabeth van Broeckhuysen.
In 1374 was er voor het eerst sprake van een kasteel in de documenten. Sybrecht overleed omstreeks 1406. Vervolgens treedt Arnt van Blitterswijck op als heer. Elisabeth stierf in 1418. Arnt trouwde met Elisabeth van der Donck. Arnt stierf in 1449. Hierna volgt ene Johan van Blitterswijck hem op. In 1502 wordt Dirk van Blitterswijck de heer. Deze huwde met Jutta van Appeltern, maar dit huwelijk bleef kinderloos. Omstreeks 1515 overleed Dirk en zijn zus, Walburga van Blitterswijck, erfde de heerlijkheid. Deze huwde Dirk van Lynden, die ook heer van Hemmen was en aldus ging het bezit op het geslacht Van Lynden over. De zoon, Jasper van Lynden, verkreeg de heerlijkheid in 1516. De familie Van Lynden bleef tot in de 18e eeuw in bezit van de heerlijkheid, met uitzondering van 1683-1692, toen de heerlijkheid verkocht en vervolgens teruggekocht werd.
Omstreeks 1585 had der vijant dat huys Blitterswijck ende Gysteren ingenomen ende beset, het betrof hier een bezetting door Spaansgezinde soldaten. De familie Van Lynden was protestants, wat in Opper-Gelre, dat tot de Zuidelijke Nederlanden behoorde, nadelen bood. Er was vervolgens sprake van Johanna Elisabeth van Lynden die trouwde met Johan van Ossenbroich, welke in 1603 het vruchtgebruik van de heerlijkheid verkreeg. Johan stierf in 1615 en werd in Kalkum begraven. In 1670 was het Frans van Lynden die het kasteel, dat in verval was geraakt, weer bewoonbaar maakte. In 1700 was sprake van Diederik Wolter van Lynden en in 1749 werd Frans Godart van Lynden heer van Blitterswijck.
In 1788 werden de heerlijke rechten geërfd door Barthold baron de Cocq van Haeften, die kleinzoon van Frans Godart was. Barthold was weduwnaar van Carolina Justina Huydecooper en hertrouwde met Arnoldina Margaretha Mackay en zij kregen vijf dochters. In 1789 werd het kasteel nog verfraaid en in 1822 zorgde Arnoldina ervoor dat in Blitterswijck een protestants kerkje werd gebouwd. Ook in 1806 vonden verbouwingen plaats. Barthold overleed in 1822, Arnoldina in 1849. Dochter Margaretha Bartholda barones de Cocq van Haeften erfde het kasteel, doch Margaretha overleed al in 1850. Na ingewikkelde delingen kwam het kasteel in 1857 aan Frederik Willern, baron von Hamelberg, welke in 1884 kinderloos overleed, waarna er een einde kwam aan de reeks adellijke bewoners.
In 1885 werd het kasteel verkocht aan Anna Ephenia Schinasen, echtgenote van Oscar Thissen, advocaat en procureur. In 1899 werd het verkocht aan Joseph Servatius Hubertus Brouwers, die notaris was te Venlo. In 1904 werd het gekocht door Franse zusters en in 1920 door de Paters van de Afrikaanse Missiën van Sint-Paulus. Dezen verkochten het in 1935 aan Alfons Cremers, die het voor zijn dochters wilde kopen.
Het kasteel werd echter in november 1944 door terugtrekkende Duitse soldaten opgeblazen. Er restte nu enkel een ruïne. Deze werd in 1964 aangekocht door de gemeente Meerlo-Wanssum en in 1969 volgde archeologisch onderzoek. Dit had tot resultaat dat, terwijl de zichtbare muren van het kasteel teruggingen tot de 14e eeuw, er nog fundamenten van een ouder bouwwerk werden gevonden.